# Richard Kölbl
Richard Kölbl (auch Richard H. Kölbl, * 1967 in Dachau) ist ein deutscher Geologe und Übersetzer.

## Leben
Richard Kölbl absolvierte von 1988 bis 1995 ein Studium der Geologie in München, Reykjavík und Kiel. 2000 promovierte an der Universität Karlsruhe. Er lebt heute in der Nähe von München und hält sich häufig in Island auf. Neben seiner Tätigkeit als Geologe schreibt Kölbl Sprachreiseführer und Beiträge für die Zeitschrift "Island" der Deutsch-Isländischen Gesellschaft in Köln; außerdem übersetzt er Belletristik und Sachbücher aus dem Isländischen und Färöischen ins Deutsche.

## Werke
- Isländisch für Globetrotter. Reise Know-How Verlag Rump, Bielefeld 1993, ISBN 3-89416-266-X.
- Bairisch – das echte Hochdeutsch. Reise Know-How Verlag Rump, Bielefeld (Brackwede) 1997, ISBN 3-89416-306-2.
- Models of hydrothermal plumes by submarine diffuse venting in a coastal area. Institut für Petrographie und Geochemie, Karlsruhe 2000.
- Färöisch. Reise Know-How Verlag Rump, Bielefeld 2004, ISBN 3-89416-350-X.
- Grönländisch. Reise Know-How Verlag Rump, Bielefeld 2006, ISBN 978-3-89416-373-0.

## Übersetzungen
- Ari Trausti Guðmundsson: Land im Werden, Reykjavík 1996
- Ari Trausti Guðmundsson: Lebende Erde, Reykjavík 2007
- Ari Trausti Guðmundsson: Eyjafjallajökull, München 2010
- Elías Snaeland Jónsson: Runen, Berlin 2011
- Erlend Haarberg: Island in all seiner Pracht, Reykjavík 2012
- Hermann Stefánsson: Guðjón Ólafssons Zeitreise als Laborratte, München 2011
- Kristján Ingi Einarsson: Wesentlich Island, Reykjavík 2009
- Óttar M. Norðfjörð: Das Sonnenkreuz, Berlin 2011
- Peter Lang, Landkrabbi, Gleißenberg 2013 (übersetzt zusammen mit Veronika Osterhammer)
- Sigtryggur Magnason: Imminent, Berlin 2011